# Sociedad Alemana de Química
La Sociedad Alemana de Química (en alemán, Gesellschaft Deutscher Chemiker, GDCh) es una sociedad científica y asociación profesional, fundada en 1949 para representar los intereses de los químicos alemanes a nivel local, nacional e internacional. La Sociedad Química Alemana "aúna a las personas relacionadas con la química y las ciencias moleculares y las apoya en sus esfuerzos responsables y sostenibles para el bien del público y de nuestro medio ambiente."

## Historia
El primer antecedente de la actual GDch fue la Deutsche Chemische Gesellschaft zu Berlin (DChG). Adolf von Baeyer, destacó entre los químicos alemanes que establecieron la GDCh en 1867, y August Wilhelm von Hofmann fue el primer presidente Esta sociedad fue el modelo de la Sociedad Química británica, que fue precursora de la Royal Society of Chemistry. Al igual que su homóloga británica, la GDCh trató de fomentar la comunicación de las nuevas ideas y conocimientos científicos por toda Alemania y a través de las fronteras internacionales.
En 1949, se creó la organización actual por fusión.
Entre los miembros de honor de la sociedad se incluyen Otto Hahn, Robert B. Woodward, Jean-Marie Lehn, George Olah y otros eminentes científicos.

## Actividades
Entre las publicaciones científicas de la sociedad se incluyen Nachrichten aus der Chemie,Angewandte Chemie, Chemie Ingenieur Technik y Chemie in unserer Zeit.. Junto a otras sociedades europeas de química, también edita Chemistry A European Journal, European Journal of Inorganic Chemistry, European Journal of Organic Chemistry, ChemPhysChem, ChemSusChem, ChemBioChem, ChemMedChem, y ChemCatChem.  
La sociedad se ha convertido en miembro de la ChemPubSoc Europe, que es una organización de 16 sociedades químicas europeas. Este consorcio europeo se estableció en la década de 1990 cuando se fusionaron muchas revistas químicas propiedad de las sociedades nacionales de química.

### Premios y reconocimientos
La sociedad reconoce los logros individuales de ciertos científicos con premios y galardones, incluyendo medallas otorgadas originalmente por las organizaciones predecesoras como la Deutsche Gesellschaft Chemische (DChG) y la Verein Deutscher Chemiker (VDCh):
- Medalla Hoffman (Hofmann Denkmünze), otorgado por primera vez a Henri Moissan en 1903[2]
- Medalla Liebig (Liebig Denkmünze), otorgada por primera vez a Adolf von Baeyer en 1903[2]
- Medalla Gmelin-Beilstein (Gmelin-Beilstein Denkmünze), otorgada por primera vez a Paul Walden y a Maximilian Pflücke en 1954[2]